# 四川牡丹
四川牡丹（學名：Paeonia decomposita）是芍药科芍药属的植物，是中国的特有植物。分布于中国大陆的四川等地，生长于海拔2,400米至3,100米的地区，一般生长在山坡、河边草地以及丛林中。